# 1390

## Родени
- Йоан VIII Палеолог, византийски император
- Влад III Дракула, влашки владетел (приблизителна дата)

## Починали
- Хафез, ирански поет